# Ландсберг-ам-Лех
Ландсберг-ам-Лех (нім. Landsberg am Lech) — місто в Німеччині, розташоване в землі Баварія. Підпорядковується адміністративному округу Верхня Баварія. Адміністративний центр району Ландсберг.
Площа — 57,89 км2. Населення становить 29 346 ос. (станом на 31 грудня 2020).

## Персоналії
- Вільгельм Ріттер фон Лееб (1876—1956) — німецький воєначальник часів Третього Рейху, генерал-фельдмаршал (1940) Вермахту, ріттер (лицар).

## Міста-побратими
- Бушіd, Велика Британія
- Вальдгайм, Німеччина
- Гадсон, США
- Рокка-ді-Папа, Італія
- Сен-Лоран-дю-Вар, Франція
- Фейлсворт, Велика Британія
- Шіофок, Угорщина